# Luis Claramunt

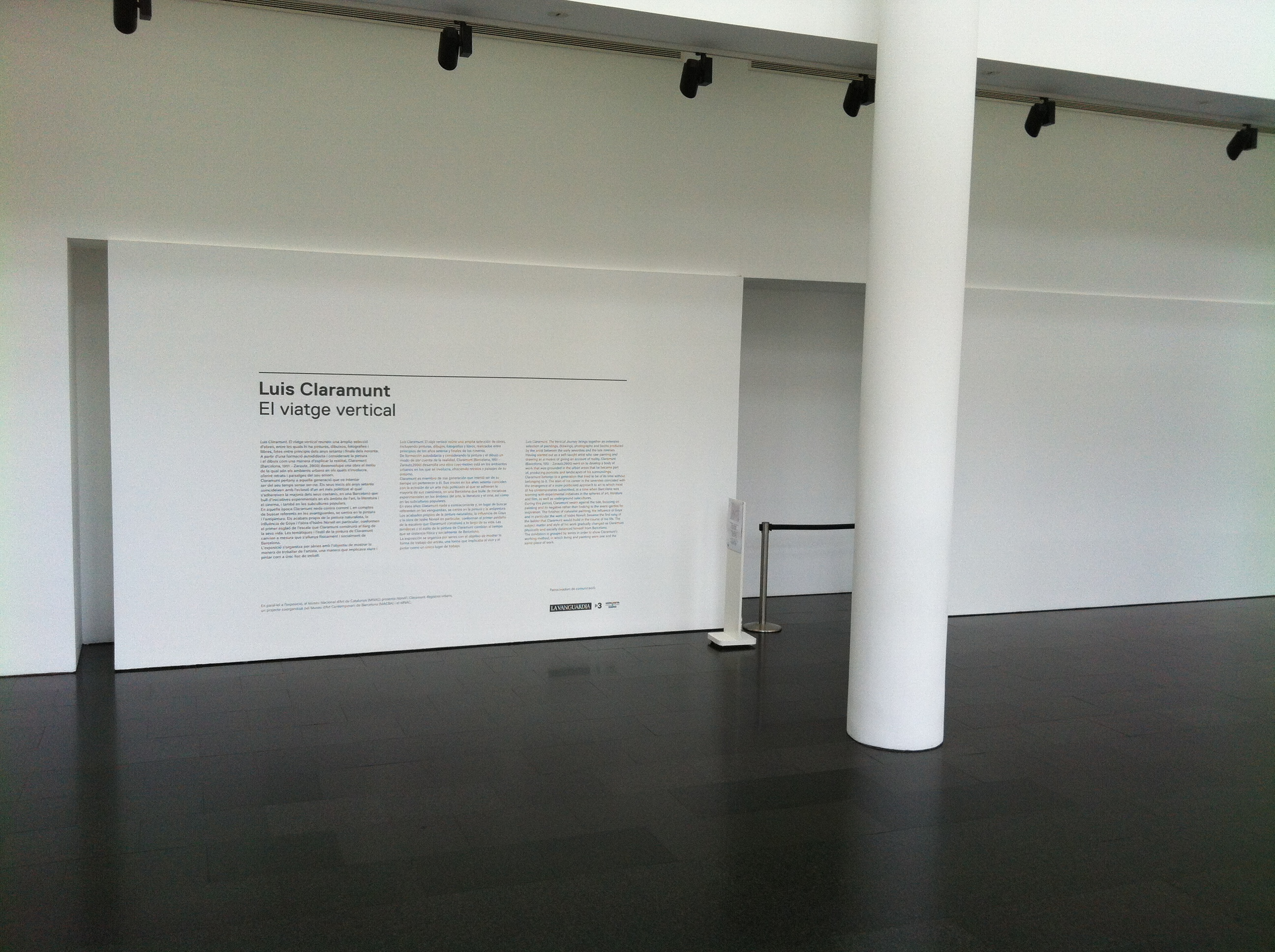
Exposición sobre Claramunt en el MACBA de Barcelona.

Luis Claramunt (Barcelona, Cataluña, 19 de agosto de 1951 - Zarauz, País Vasco, 18 de diciembre de 2000) fue un artista español.

## Biografía
Luis Claramunt era hijo de la pianista Petri Palou, que fue profesora de Tete Montoliu entre otros grandes nombres.
Autodidacta, Claramunt es miembro de esa generación que intentó ser de su tiempo sin pertenecer a él. Sus inicios en los años setenta coinciden con la eclosión de un arte más politizado al que se adhieren la mayoría de sus coetáneos, en una Barcelona que bulle de iniciativas experimentales en los ámbitos del arte, la literatura y el cine, así como en las subculturas populares.
En esos años Claramunt nada a contracorriente y, en lugar de buscar referentes en las vanguardias, se centra en la pintura. Los acabados propios de la pintura naturalista, y la obra de Isidre Nonell en particular, conforman el primer peldaño de la escalera que Claramunt construirá a lo largo de su vida. Las temáticas y el estilo de la pintura de Claramunt cambian al tiempo que se distancia física y socialmente de Barcelona.

## Exposiciones individuales
- 1971 - Taller de Picasso, Barcelona
- 1972 - Galería Fulmen, Sevilla
- 1972 - Tur Social, Alicante
- 1972 - Peña Flamenca Enrique Morente, Barcelona
- 1973 - Taller de Picasso, Barcelona
- 1976 - Galería Dau al Set, Barcelona
- 1979 - Galería Dau al Set, Barcelona
- 1982 - 15 anys de pintura. Galería Dau al Set, Barcelona
- 1984 - Galería Quatre Gats, Palma de Mallorca
- 1984 - ARCO 84, estand Galería Quatre Gats, Madrid
- 1984 - Galería Buades, Madrid
- 1985 - Galería Fúcares, Almagro, Ciudad Real
- 1985 - Galería Dau al Set, Barcelona
- 1985 - Galería Magda Bellotti, Algeciras, Cadis
- 1985 - Galería La Máquina Española, Sevilla
- 1986 - ARCO 86, estand Galería Dau al Set, Madrid
- 1986 - Museo de Arte Contemporáneo, Sevilla
- 1987 - Galería Sebastià Petit, Lleida
- 1987 - Galería Juana de Aizpuru, Madrid
- 1987 - 1983-1986 Pinturas. Palau Sollerich, Palma de Mallorca
- 1987 - ARCO 87, estand Galería Dau al Set, Madrid
- 1987 - Galería Magda Bellotti, Algeciras, Cadis
- 1987 - Galería Rafael Ortiz, Sevilla
- 1988 - ARCO 88, estand Galería Magda Bellotti, Madrid
- 1988 - Axe Art Actuel, Tolosa
- 1988 - Toro de invierno. Ateneu Mercantil, València
- 1988 - Galería Ferran Cano, Palma de Mallorca
- 1989 - Galerie Bleich-Rossi, Graz (Àustria)
- 1989 - Galería Juana de Aizpuru, Madrid
- 1989 - Galería Juana de Aizpuru, Sevilla
- 1989 - Gallery July Silvester, Nova York
- 1991 - Galería Ferran Cano, Palma de Mallorca
- 1991 - Galerie Bleich-Rossi, Graz (Àustria)
- 1991 - Galería Temple, València
- 1991 - Aschenbach Galerie, Ámsterdam
- 1991 - Galería Màcula, Alicante
- 1992 - La muela de oro. Galería Juana de Aizpuru, Madrid
- 1992 - Paisaje. Galería Juana de Aizpuru, Sevilla
- 1993 - Valderrobres. Galería Juana de Aizpuru, Madrid
- 1993 - Valderrobres. Museu Nacional de História Natural, Lisboa
- 1993 - Luis Claramunt. Galería Juana de Aizpuru, Sevilla
- 1994 - Luis Claramunt. Galería Juana de Aizpuru, Sevilla
- 1994 - Ölbilder. Galerie Bleich-Rossi, Graz (Àustria)
- 1994 - Tentadero. Galería Tomás March, València
- 1995 - Galería Antonio de Barnola, Barcelona
- 1995 - Caja Rural de Huesca, Zaragoza
- 1996 - Dibujos. Galería Antonio de Barnola, Barcelona
- 1996 - Espai Sarrià, Barcelona
- 1997 - Congo money. Galería Juana de Aizpuru, Sevilla
- 1997 - Luis Claramunt. Galerie Bleich-Rossi, Graz (Àustria)
- 1997 - Galería Antonio de Barnola, Barcelona
- 1998 - Luis Claramunt. Galerie Bleich-Rossi, Graz (Àustria)
- 1998 - Galería Antonio de Barnola, Barcelona
- 1999 - Naufragios y tormentas. Galería Juana de Aizpuru, Madrid
- 2000 - Naufragios y tormentas. Galería Miguel Marcos, Barcelona
- 2000 - Naufragios y tormentas. Galería Juana de Aizpuru, Sevilla
- 2002 - … de Marruecos. Galería Juana de Aizpuru, Madrid
- 2009 - Marruecos. La Mar de Músicas, Palacio de Molina, Cartagena
- 2012 - El viatge vertical. Museu d'Art Contemporani de Barcelona, Barcelona